# Cubo (moagem)
Cubo num moinho de cubo são os canais de pedra que estabelecem a ligação entre as presas e o orifício por onde a água sai para bater no rodízio.